# Almindelig fingerbøl
Almindelig fingerbøl (Digitalis purpurea) er en 40-130 centimeter høj urt, der vokser i skov, på skrænter og ved gærder. Planten indeholder de giftige stoffer digoxin og digitoxin, som begge er glykosider, der har indvirkning på hjertefunktionen og nervesystemet. På grund af sit indhold af giftstoffer kan almindelig fingerbøl være dødelig for mennesker.

## Beskrivelse
Almindelig fingerbøl er en flerårig urt eller mere almindeligt: En toårig, urteagtig plante med en opret vækst. Det første år danner den dog kun en grundstillet roset af blade. Næste forår skyder den kraftige, svagt dunhårede stængel til vejrs. Den bærer de elliptiske blade, som har rundtakket rand. Oversiden er mørkegrøn og rynket, mens undersiden er lysegrå på grund af et tæt hårlag. De grundstillede blade ser ud på samme måde.
Blomstringen sker i juni-august, hvor man finder blomsterne siddende i en lang, endestillet klase, hvor de springer ud fra bunden mod toppen. De enkelte blomster er purpurrøde, svagt uregelmæssige og rørformede eller klokkeformede med hvidkantede, sorte pletter ned gennem svælget. Frugterne er kapsler med mange, små frø.
Rodnettet består af nogle få, kraftige og lodrette hovedrødder, som bærer de mange siderødder.
Højde x bredde og årlig tilvækst: 1,25 x 0,40 m (125 x 40 cm/år).

## Voksested
Almindelig fingerbøl er udbredt i Nordafrika og Europa (men ikke i Østeuropa). I Danmark findes den hist og her. Den er knyttet til plantesamfund i kystnære egne og på halvskyggede og let fugtige steder med svagt sur jordbund.
I dalen Glen Coe i det skotske højland vokser den på ur af sure bjergarter sammen med bl.a. blåbær, almindelig gyldenris, almindelig hvene, kambregne, almindelig syre, djævelsbid, hundehvene, klasekortlæbe, kratviol og topspirende svingel.
| Portal | Portal:Botanik |

## Note
1. ↑  A.B.G. Averis og A.M.A. Averis: A survey of the vegetation of Glen Coe, Scotland. Summer 2002, Scottish Natural Heritage Commissioned Report No.207, 2006 Arkiveret 5. marts 2016 hos  Wayback Machine(engelsk)